# ريتشارد يوهانسون
ريتشارد يوهانسون (بالسويدية: Richard Johansson)‏ هو متزلج فني سويدي، ولد في 18 يونيو 1882 في يفله في السويد، وتوفي بنفس المكان في 24 يوليو 1952.

## وصلات خارجية
- ريتشارد يوهانسون على موقع اللجنة الأولمبية الدولية (الإنجليزية)
- ريتشارد يوهانسون على موقع أوليمبيديا (الإنجليزية)
- ريتشارد يوهانسون على موقع اللجنة الأولمبية السويدية (السويدية)